# Hypsugo alaschanicus
Hypsugo alaschanicus là một loài động vật có vú trong họ Dơi muỗi, bộ Dơi. Loài này được Bobrinskii mô tả năm 1926.